# Lewis Clive
Lewis Clive (8. září 1910 Tooting – srpen 1938 Gandesa) byl britský olympijský vítěz ve veslování a levicový politik, který padl ve španělské občanské válce.
Jeho kmotrem byl Austen Chamberlain. Vyrostl v herefordshireské rodině s vojenskou tradicí, byl potomkem dobyvatele Indie Roberta Clivea. Lewisův otec Percy Clive byl poslancem za Liberálně unionistickou stranu i za konzervativce a padl v první světové válce u francouzského Bucquoy.
Lewis Clive získal středoškolské vzdělání na Eton College, kde se začal věnovat veslařskému sportu. Pak vystudoval práva na oxfordské koleji Christ Church. V letech 1930 a 1931 reprezentoval Oxfordskou univerzitu v závodě The Boat Race, v obou případech byla oxfordská osmiveslice poražena. Spolu s Hughem Edwardsem vyhrál v letech 1931 a 1932 závod dvojek bez kormidelníka na Henleyské regatě. Byli pak nominováni na Letní olympijské hry 1932 v Los Angeles, kde Clive s Edwardsem získali ve dvojkách bez kormidelníka zlatou medaili.
Po studiu pracoval Clive v bance a pak sloužil v armádě u pluku Grenadier Guards. Vydal knihu The People's Army, v níž požadoval reformu britského vojenství. Vstoupil do Fabiánské společnosti a byl labouristickým radním v Kensingtonu. Měl přezdívku Red Blue (červená odkazovala k jeho socialistickým názorům a modrá byla barva oxfordských sportovců). Navázal milostný vztah se spisovatelkou Mary Wesleyovou, která jej zobrazila v postavě Olivera ve své knize Heřmánkový palouk.
V únoru 1938 odjel do Španělska a bojoval jako dobrovolník v Interbrigádách. Zapojil se do bitvy na řece Ebro a byl zastřelen na přelomu července a srpna 1938 (přesné datum není známo) v boji o kótu 481 nedaleko města Gandesa. Jeho jméno je uvedeno na pomníku oxfordských obětí španělské války na Headington Hill.